# Кудринці (Кам'янець-Подільський район)
Ку́дринці — село в Україні, у Жванецькій сільській громаді Кам'янець-Подільського району Хмельницької області.

## Назва
Село має ідентичне за назвою село Кудринці на правому березі Збруча в Тернопільський області, обидва ці села фактично одне ціле.

## Географія
Село Кудринці розташоване на лівому березі річки Збруч, за 22 кілометра автодорогами від Кам'янця-Подільського на заході району.

### Клімат
Кудринці знаходяться в межах вологого континентального клімату із теплим літом. Але діяльність людини досить часто призводить до екоциду, поганих змін та глобального потепління. Рівень наповнення річок водою по області становить лише 20 % від необхідного стандарту, значна частина земної поверхні стає посушливою. Для покращення ситуації варто було б проводити ревайлдинг, відновлювати екосистеми та лісові насадження.

## Історія
На території села Кудринців знайдено знаряддя праці доби пізнього палеоліту та трипільської культури.
Перша письмова згадка датується 1493 роком.
В 1653 році біля села стояв кіш татарського хана.
Перший поділ Речі Посполитої (1772) поділив Кудринці на дві частини. Після правобережна частина «Горішні Кудринці» вважалась містечком, лівобережна «Нижчі» або «Дольні Кудринці» — селом.
7 (20) листопада 1917 року, відповідно до Третього Універсалу Української Центральної Ради, увійшло до складу Української Народної Республіки.
Внаслідок поразки Перших визвольних змагань на початку XX століття, село надовго окуповане російсько-більшовицькими загарбниками. У селі проходив кордон до 1939 року по річці Збруч, так з 1 листопада 1926 по 1 листопада 1927 польські прикордонники затримали 9509 перебіжчиків із радянської сторони, люди тікали від радянських репресій, у зворотному напрямку, за той же період 745 осіб.
Радянська окупація принесла колективізацію та розкуркулення, селяни зазнали репресій. Багатьох частинах Поділля відбувались масові селянські повстання, проти радянської влади.
В 1932–1933 селяни села пережили сталінський голодомор. Коли почався голод, усе більше людей намагалося втекти на правий берег річки Збруч. А там місцеві священники закликали селян збирати продукти для голодуючих з лівого берега.
По закінченню Другої світової війни у 1946—1947 роках мешканці села вчергове пережили голод. 1947 року жителі села масово ходили у села Тернопільської області міняти одяг та все, що мали, на зерно та інші продукти харчування, аби зберегти життя дітям.
З 1991 року в складі незалежної України.
8 вересня 2017 року шляхом об'єднання сільських рад, село увійшло до складу Жванецької сільської громади. Об'єднання в громаду має створити умови для формування ефективної і відповідальної місцевої влади, яка зможе забезпечити комфортне та безпечне середовище для проживання людей.
Колишній орган місцевого самоуправління — Завальська сільська рада.

## Кудринецький замок

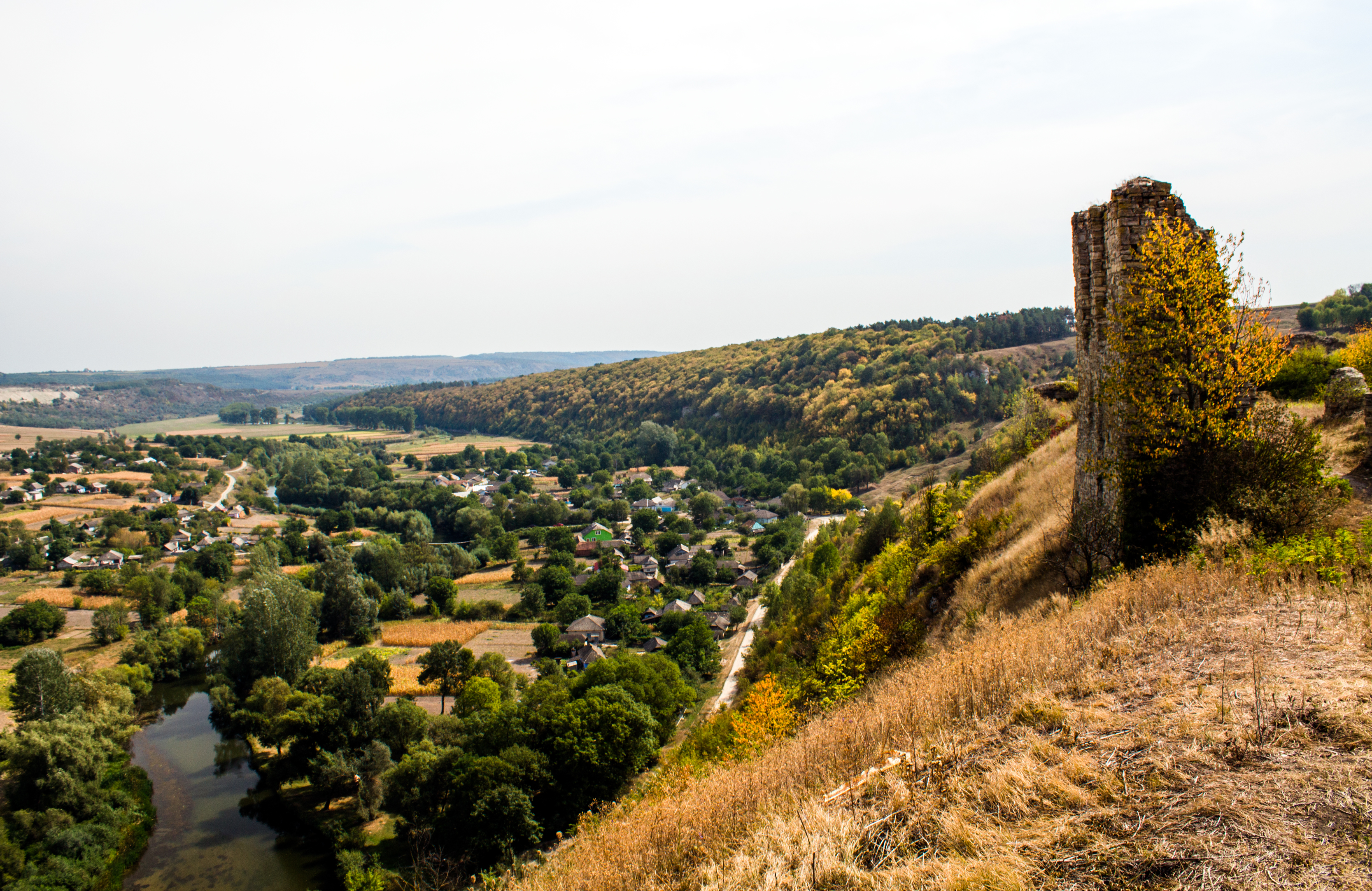
Кудринецький замок

Кудринецький замок це фортифікаційна споруда у селі Кудринці Чортківського району. Щоб потрапити з села Кудринці Кам'янець-Подільського району слід перейти кладку, автомобільний шлях ускладнений, слід їхати через брід.
До нашого часу збереглися: південна, західна і північна стіни; частина об'єму південної п'ятигранної башти на висоту трьох ярусів; північно-західна шестигранна в плані триярусна башта; частина надбрамної башти.

## Населення
Населення становить 335 осіб.

### Мова
У селі поширена південноподільська говірка, що належить до подільського говору, який своєю чергою належить до південно-західного наріччя.
100 % населення вказало своєю рідною мовою українську мову, за даними перепису 2001 року.

## Економіка
Селі діють:
- Алебастровий завод
- СТ Кудринецьке
- ГЕС

## Особистості
- Володимир Михайлович Отроковський — поет, народився в Кудринцях.
- Марія Єва Лункевич-Рогойська «Мева» (5 квітня 1895 — 4 вересня 1967) — польська художниця, представниця міжвоєнного та повоєнного авангарду[3].

## Охорона природи
Село лежить у межах національного природного парку «Подільські Товтри».

## Галерея

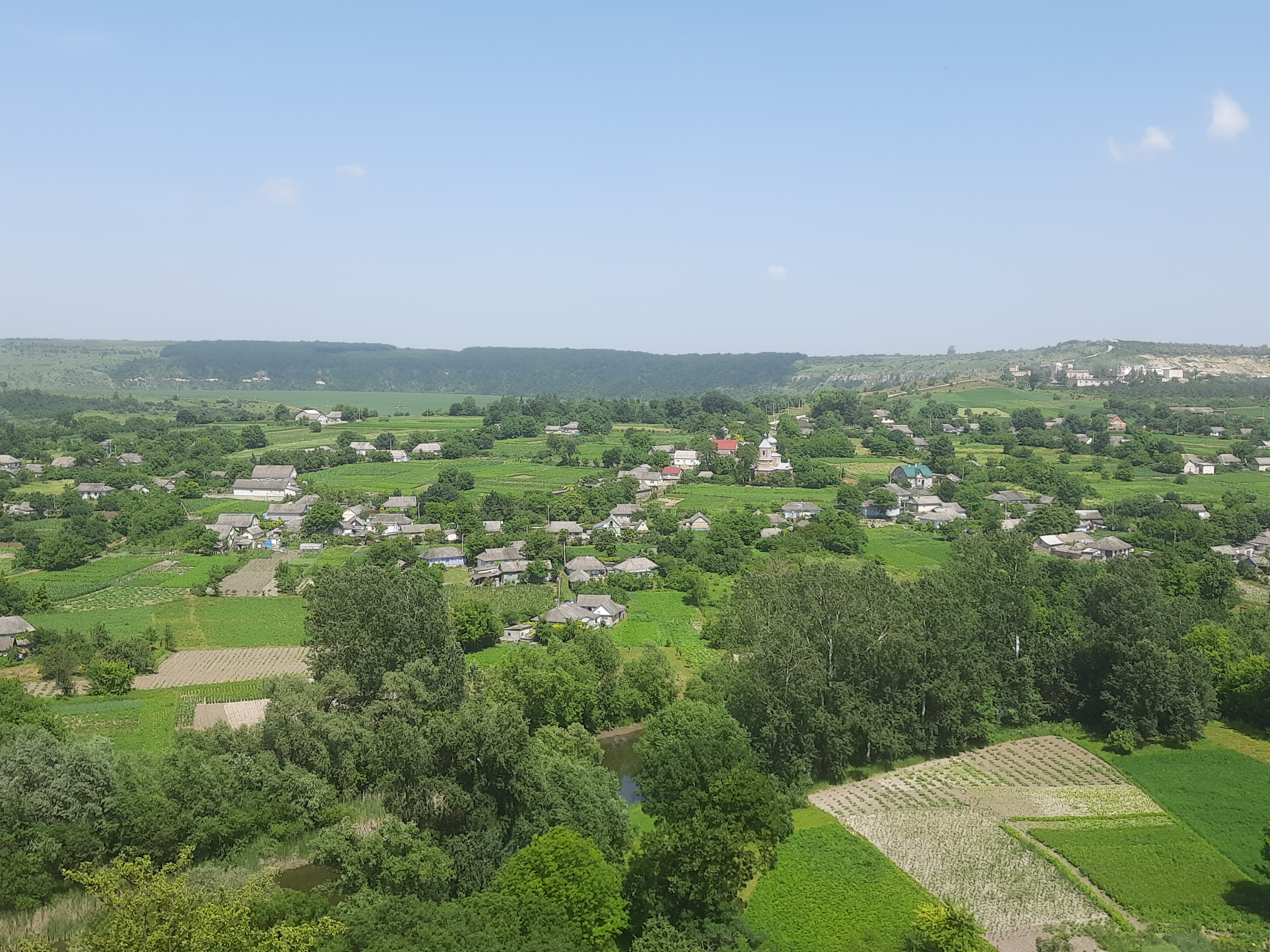
Вид на село з Кудринецького замку
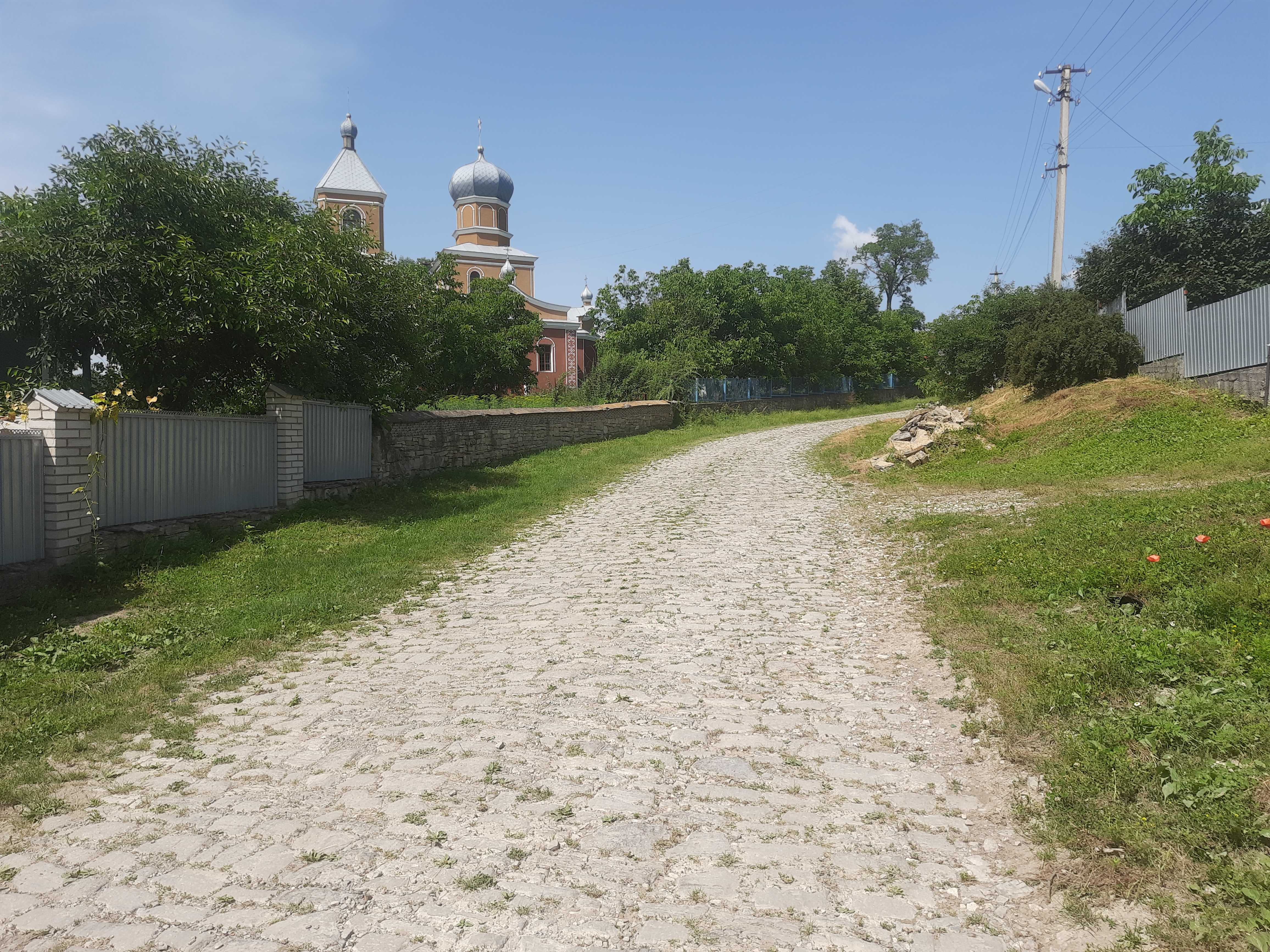
Стара сільська бруківка
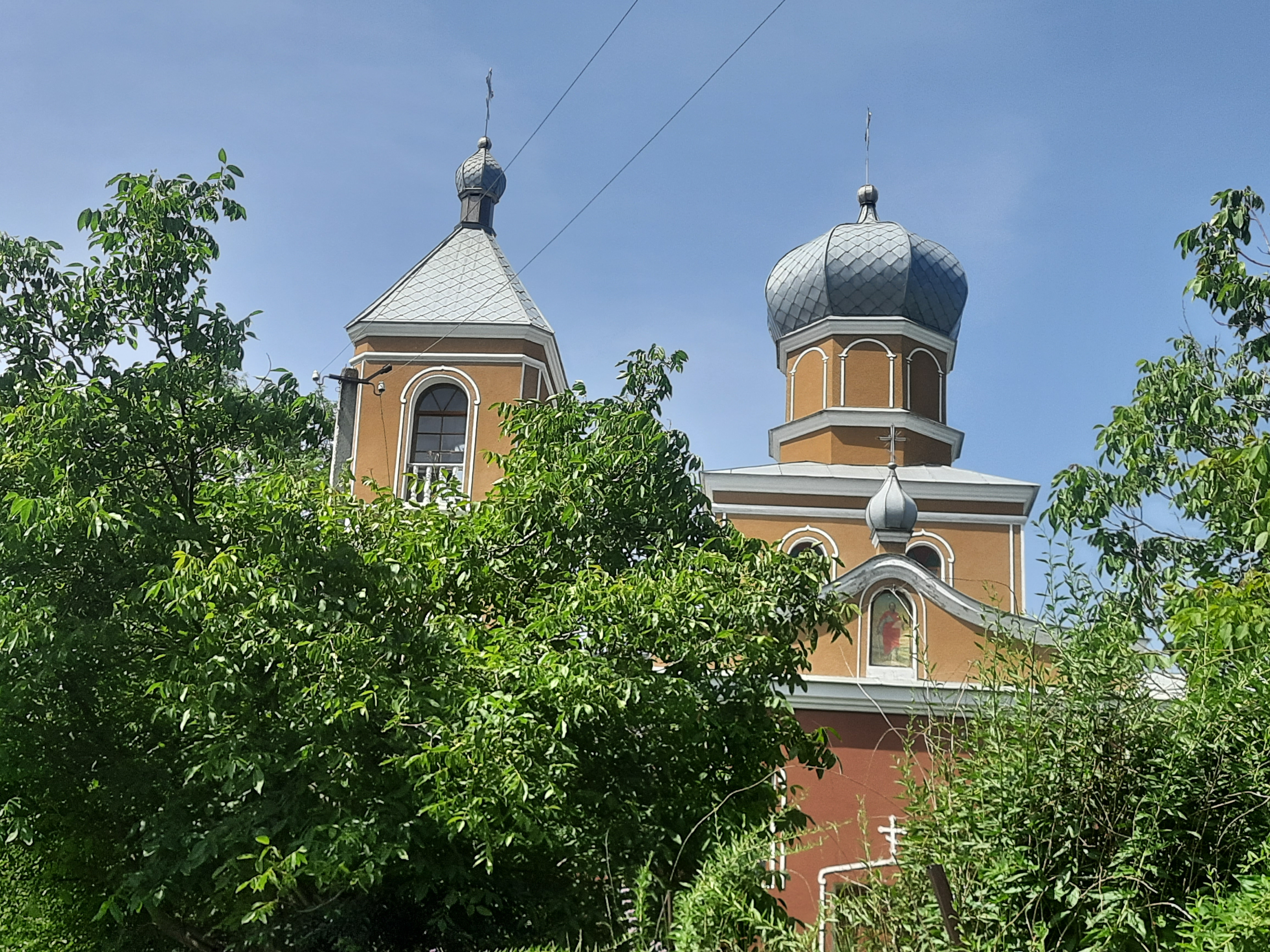
Свято-Воскресенська церква
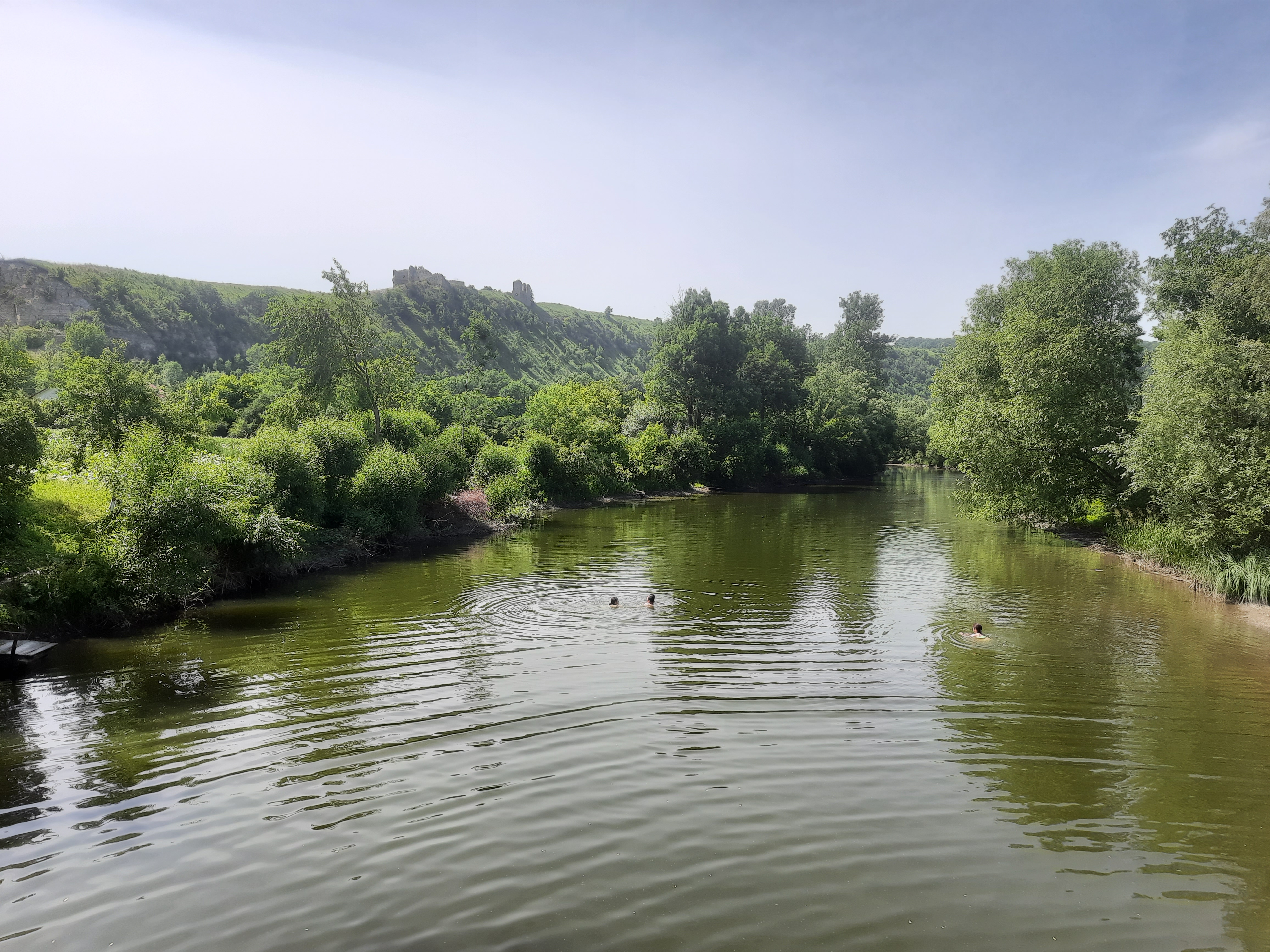
Річка Збруч біля Кудринців
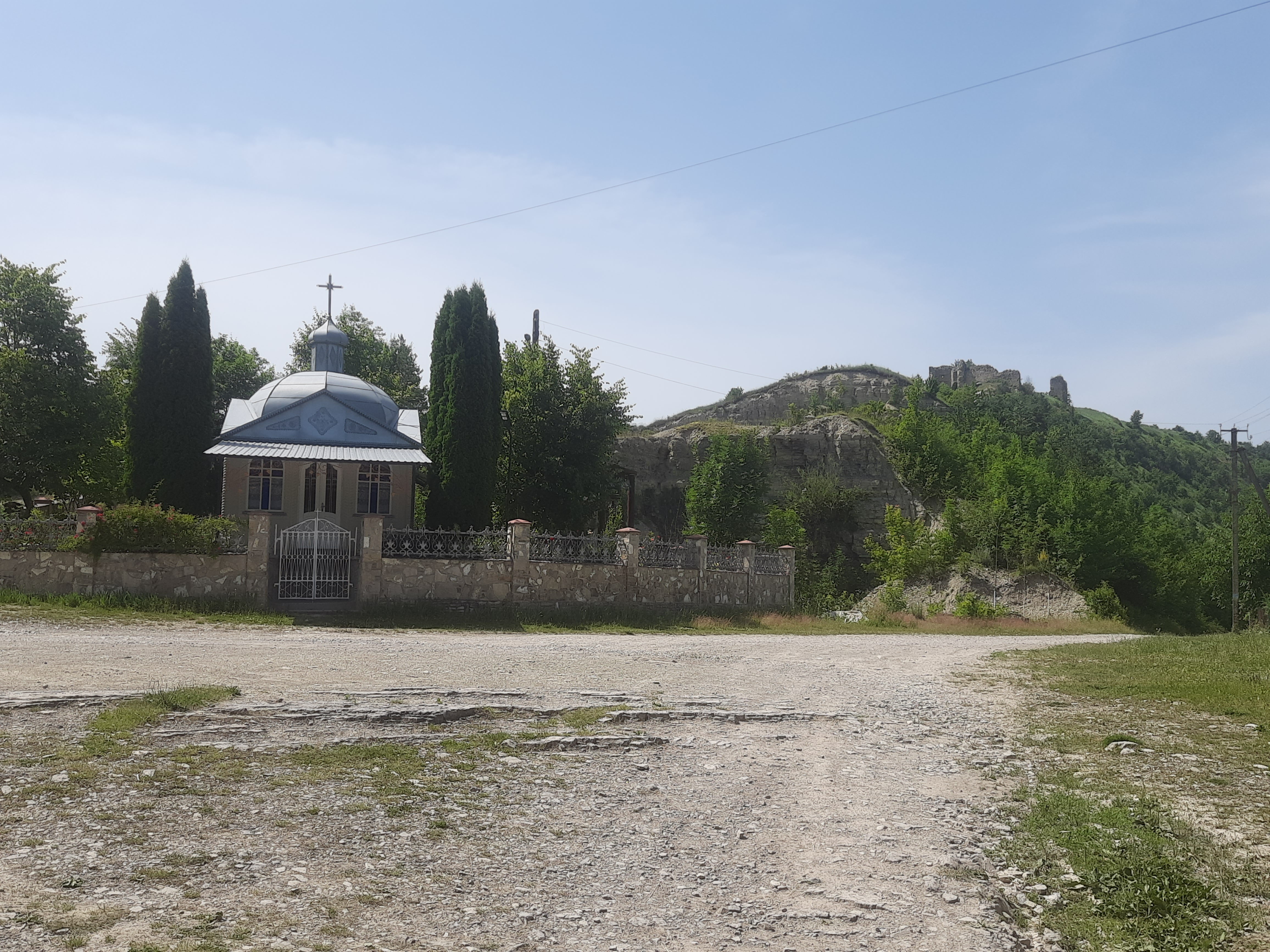
Вид на тернопільські Кудринці